# Rosa (Thüringen)

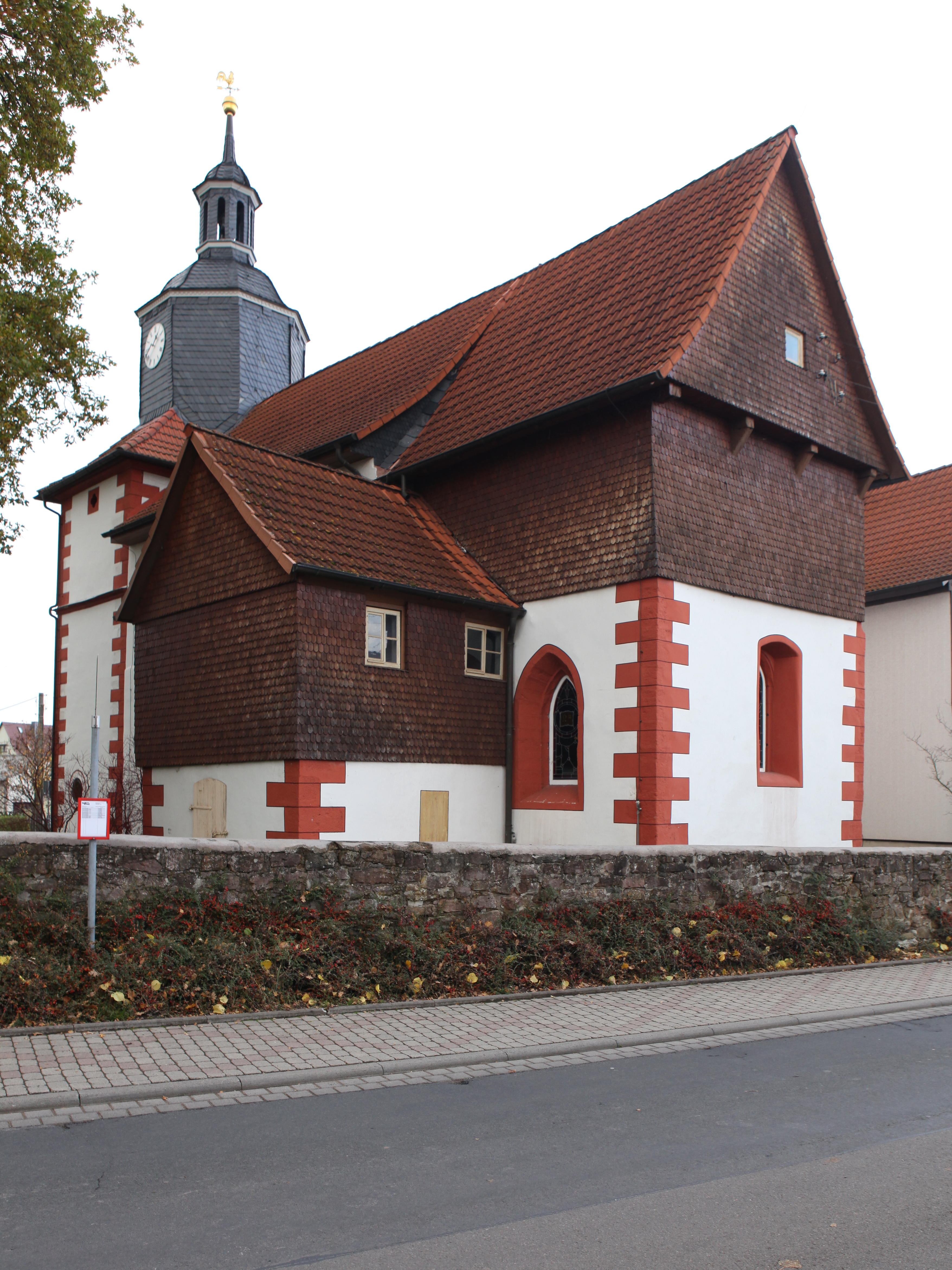
Evangelische Kirche

Rosa ist eine Gemeinde im Landkreis Schmalkalden-Meiningen in Thüringen. Erfüllende Gemeinde für Rosa ist die Gemeinde Breitungen/Werra.

## Geografie
Rosa liegt im Rosatal am Fuße der 620 m hohen Stopfelskuppe, einem erloschenen Vulkankegel, und nahe dem Aussichtsberg Pleß.

## Geschichte
Die urkundliche Ersterwähnung von Rosa erfolgte 803 bis 817. Sie stand in Zusammenhang mit einer Schenkung an das Kloster Fulda. Der Ort wurde 1317 als Lehen an Bertold von Wildprechtroda ausgegeben. 1350 wurde Rosa an Johann Schenk von Lichtenberg verkauft. Als Pfarrstück ist der Ort im Jahr 1390 an Wetzel von Stein gegangen.
Es wird angenommen, die Kirche zu Rosa ist aus einer befestigten Wehranlage oder aus einem Herrensitz hervorgegangen. 1456 wird eine Kemenate erwähnt, die neben der Kirche gestanden haben soll. Der quadratische Kirchturm weist einen Wehrcharakter nach. Auch die Schießscharten in der Friedhofsmauer lassen darauf schließen.
Rosa war von Hexenverfolgung betroffen: Margaretha, Frau des Hirten Hans von Königshofen, wurde 1597 in einem Hexenprozess hingerichtet.
Der Ort im Amt Sand gehörte seit 1680 zum Herzogtum Sachsen-Meiningen.
Die Gemeinde gehörte von 1992 bis 1996 der Verwaltungsgemeinschaft Vorderrhön an, zu der auch die Gemeinde Roßdorf gehörte. Mit Auflösung dieser wurde Breitungen/Werra die erfüllende Gemeinde für Rosa.

### Gemeindegliederung
Im Ergebnis der Gebiets- und Verwaltungsreform von 1994 wurde der Ort Georgenzell eingemeindet.

## Politik

### Gemeinderat
Der Gemeinderat in Rosa setzt sich aus 8 Ratsmitgliedern zusammen. Bei der letzten Kommunalwahl am 26. Mai 2019 gingen alle Sitze an Vertreter der CDU.

### Bürgermeister
Bei der Bürgermeisterwahl am 5. Juni 2016 wurde Silvio Hartmann (CDU) zum ehrenamtlichen Bürgermeister gewählt, am 12. Juni 2022 wurde er im Amt bestätigt. Zuvor war seit 1999 Ulrich Leifer Bürgermeister von Rosa.

## Kultur und Sehenswürdigkeiten
- Christuskirche (Rosa)